# Sa bena
Sa bena che può essere semplice, doppia o tripla è uno strumento primitivo a fiato legnoso, spesso viene usata la canna palustre con ancia battente e scorticata. Come strumento viene utilizzato ad oggi principalmente nella zona centrale della Sardegna. Anche se è composto di due o tre canne affiancate la melodia si produce solo nella canna che ha i fori.
Fa parte della famiglia degli aerofoni, essendo affine al piffero o alla launeddas.
Si differenzia dalla simile launeddas per via dell'ancia che «essa, nelle benas, viene scorticata e, per accordarla, assottigliata e non corretta appesantendola con gocce di cera vergine. Nelle benas il taglio e lo spessore dell'ancia vanno subito indovinati: in caso di errore per eccesso di assottigliamento occorre farne una nuova».

## Storia
Sono molto simili agli auloi greci e ai tibiae o fistulae impares romani.